# Mace
För andra betydelser, se Mace (olika betydelser).
Mace var en engelsk term för en traditionell kinesisk mått- och myntenhet, som på kinesiska var känd som qián (kinesiska). Själva ordet mace var ett lånord från malajiskan. En mace motsvarade 10 kandariner eller 1/10 av en tael, vilket var ungefär 3,78 gram silver.